# Sandro Piccinini
Sandro Piccinini, all'anagrafe Alessandro Piccinini (Roma, 17 aprile 1958), è un giornalista, conduttore televisivo e telecronista sportivo italiano.

## Biografia
Figlio di Anna Maria Rubini e Alberto Piccinini, ex giocatore di Roma, Salernitana, Palermo, Juventus e Milan nonché della nazionale italiana nel secondo dopoguerra, tenta di emulare la carriera del padre. Poiché sente di non possedere appieno le qualità sportive necessarie, a 17 anni lascia le giovanili della Lazio, decidendo di dedicarsi alla carriera di giornalista. In seguito si iscrive all'Università di Urbino, frequentandovi anche la Scuola di Giornalismo.
Dal 1978 alla primavera del 1982, negli anni pionieristici della televisione privata locale, collabora con la rete romana TVR Voxson e successivamente, viene assunto presso Teleroma 56, come radiocronista inviato negli stadi di Roma e Lazio. Nello stesso anno lavora anche per la SACIS (Rai), che gli affida le cronache radiofoniche del campionato mondiale di calcio del 1982, destinate ai circuiti locali.
Nel 1984 inizia la sua collaborazione con Rete 4 in qualità di commentatore dei match di calcio internazionale per la trasmissione Calcio spettacolo; quella con Fininvest inizia nel 1987 per Italia 7. L'anno dopo è ai microfoni di TV K-C, per la quale commenterà i campionati europei di calcio e i Giochi Olimpici di Seul. Nella stagione 1989-1990 conduce la trasmissione A tutto campo su TV K-C e, al fianco di Maurizio Mosca, Guida al campionato, che condurrà per sette stagioni consecutive su Italia 1 prima di cedere il posto al giornalista Alberto Brandi, e Italia 1 Sport.
Nel 1996 ha commentato la gara della nazionale italiana contro l'Ungheria, trasmessa su Canale 5; fu il primo incontro della Nazionale non trasmesso dalla RAI. Dalla stagione 1993-94, alternandosi con Bruno Longhi, commenta le partite di Coppa dei Campioni in onda sulle reti Fininvest/Mediaset e dalla stagione 2006-2007 anche per il digitale terrestre Mediaset Premium. Ha commentato per Fininvest/Mediaset (per l'emittente Canale 5), tra analogico e digitale terrestre, le finali di UEFA Champions League, tra cui quella del 2003 tra Juventus e Milan, unica finale tra due squadre italiane (nella quale i rossoneri usciranno vincitori ai rigori), e del 2005 con la rimonta del Liverpool ai danni del Milan, e nel 2007 ha commentato per Mediaset Premium la vittoria/rivincita del Milan contro il Liverpool allo Stadio Olimpico di Atene.
Nel 1998 lancia e conduce la trasmissione della domenica calcistica che lo fa conoscere al grande pubblico, Controcampo, che diventa subito rivale della Domenica Sportiva. Dopo nove anni di conduzione con ottimi risultati di ascolti, il 14 maggio 2006, nel corso dell'ultima puntata della stagione 2005-06, Piccinini annuncia l'addio alla trasmissione da lui portata in alto. Dopo aver rifiutato di passare a Sky Sport, il giornalista annuncia, durante la presentazione dei palinsesti Mediaset nel luglio 2006, la conduzione della rubrica domenicale che prenderà il posto di Serie A - Il grande calcio, ovvero Controcampo - Ultimo minuto, che condurrà fino al 2008 per poi tornare in pianta stabile come telecronista di Serie A e Champions League per Mediaset Premium. Dalla finale del 2011 termina l'alternanza con Bruno Longhi ed è l'unico a commentare le principali partite della Champions League trasmesse dai canali Mediaset.
Oltre che di sport, si interessa di storia della televisione: nel 2005 ha pubblicato, per Mondadori, il libro Il mucchio selvaggio, scritto a quattro mani con il collega Giancarlo Dotto, dedicato all'epoca del cosiddetto "far west televisivo", in cui da un esercito di piccole televisioni libere, si è arrivati al gruppo Fininvest. Nel 2008 appare inoltre in un cameo, nei panni di se stesso, nel film L'allenatore nel pallone 2.
Nel 2017 lascia Premium Sport, occupandosi delle telecronache delle partite di UEFA Champions League delle squadre italiane in diretta in chiaro su Canale 5. Nell'estate 2018 commenta le partite del campionato mondiale di calcio del 2018 in diretta su Canale 5 e Italia 1. Il 16 luglio 2018, all'indomani della telecronaca della finale tra Francia e Croazia, annuncia la decisione di lasciare Mediaset dopo 34 anni.
Dalla stagione 2020-2021 è opinionista del programma Sky Calcio Club, condotto da Fabio Caressa. Inoltre è stato presente come opinionista anche nelle trasmissioni di Sky dedicate a Euro 2020. Dall'agosto 2021 riprende il ruolo di telecronista, commentando le gare di Champions League e Supercoppa UEFA su Prime Video, affiancato da Massimo Ambrosini. Nell’estate del 2023 diventa opinionista di Radio TV Serie A. Dal 2 gennaio 2025 entra a fare parte della redazione di Repubblica, curando una rubrica calcistica tutti i lunedì intitolata Sciabolata.

## Opere
- Giancarlo Dotto, Sandro Piccinini, Il Mucchio Selvaggio, 2006, Mondadori, ISBN 88-04-53952-6.
- Sandro Piccinini, Sciabolata tesa, Arnoldo Mondadori Editore, 2010.

## Televisione
- Calcio spettacolo (Rete 4, 1984-1989)
- A tutto campo (TV Koper-Capodistria, 1989-1990)
- Guida al campionato (Italia 1, 1989-1996)
- Domenica Stadio (Italia 1, 1991-1992)
- Controcampo (Italia 1, 1998-2008)